# ورنویل، سحر
ورنویل، سحر (به فرانسوی: Verneuil, Cher) یک کمون در فرانسه است که در Canton of Dun-sur-Auron واقع شده‌است.

## خصوصیات
ورنویل ۱۱٫۰۴ کیلومترمربع مساحت و ۴۴ نفر جمعیت دارد و ۱۶۰ متر بالاتر از سطح دریا واقع شده‌است.